# Lestradea
Lestradea é um género de peixe da família Cichlidae.
Este género contém as seguintes espécies:
- Lestradea perspicax
- Lestradea stappersii